# Shao Yong
Shao Yong (ur. 1011, zm. 1077) – uczony z czasów dynastii Song. Pochodził z Baiquan w dzisiejszej prowincji Henan.
Przez współczesnych uznawany za osobę kontrowersyjną. Konsekwentnie odrzucając składane mu propozycje objęcia stanowisk urzędniczych, zyskał opinię pustelnika. Przychylnie nastawiony zarówno do taoizmu jak i do buddyzmu; był z tego powodu wielokrotnie oskarżany o sprzeniewierzanie się konfucjańskiej ortodoksji. Uważał, że Najwyższy Kres jest źródłem wszystkich bytów istniejących w kosmosie. Rozwijając koncepcję Mencjusza, o zasadniczej kompletności wszystkich bytów, utożsamił Najwyższy Kres z dao, a równocześnie z sercem-umysłem (xin), twierdził również, iż zasady serca-umysłu są tożsame z zasadami wszechświata.
Według Shao Yonga, z nieporuszonego Najwyższego Kresu narodziły się yin i yang, które dały początek liczbom, a liczby obrazom, z których narodziły się wszystkie rzeczy. Z liczb za najważniejszą uważał liczbę cztery (mówił o czterech epokach ludzkości, czterech rodzajach mandatu niebios, czterech typach istot żyjących, czterech rodzajach władców i itp.). Numerologii poświęcał dużą uwagę, opisując rozwój wszechświata w jej terminach; uważał, że ten numerologiczny schemat zawarty jest w 64 heksagramach Księgi Przemian. Analizę tego schematu przedstawił Feng Youlan.
Znaczny wpływ na konfucjanistów i taoistów wywarła napisana przez niego Chronologia kosmologiczna Wielkiego Kresu (皇極經世, Huangji Jingshi). W tym inspirowanym Księgą Przemian traktacie podzielił historię świata na okresy odpowiadające heksagramom. Rozwinął koncepcję cyklów dziejowych, w których istniejące 129 600 lat światy rodzą się, rozwijają, degenerują się i upadają, by narodzić się na nowo. Obecny świat jest w stadium degeneracji, a swój złoty wiek przeżywał za czasów cesarza Yao. Twierdzenie o postępującym upadku świata było typowe dla filozofii chińskiej, Shao Yong uzupełnił je o metafizyczne wyjaśnienie tego procesu.
Zaliczany do Pięciu Mistrzów początkowego okresu rządów Songów wraz z Cheng Hao, Cheng Yi, Zhou Dunyi i Zhang Zaiem. Był blisko związany z braćmi Cheng i Sima Guangiem, ale przez dług czas jego wkład w rozwój neokonfucjanizmu nie był doceniony, ponieważ Zhu Xi nie zaliczył go do linii mistrzów przekazujących prawdziwą drogę (dao). Stało się tak dlatego, że choć podobnie jak inni konfucjaniści widział rolę człowieka i mędrca, stosunkowo mało uwagi poświęcał kwestiom etycznym, interesując się bardziej kosmologią.